# Grey Lynn
Grey Lynn est un faubourg d'Auckland comprenant aussi le quartier de Surrey Crescent. Il est bordé au nord par Ponsonby, à l'est par Freemans Bay et Newton, au sud par Arch Hill et St Lukes et à l'ouest par Point Chevalier et Westmere.

## Culture
- Le groupe Goodshirt en est originaire
- Marilynn Webb (1937-2021), artiste néo-zélandaise.